# Anthony Soares
Anthony "A.J." Soares, né le 28 novembre 1988 à Solana Beach en Californie, est un joueur américain de soccer. Il évolue au poste de défenseur avec l'AGF Århus.

## Biographie
A.J. Soares est repêché par le Revolution de la Nouvelle-Angleterre en 6e position lors de la MLS SuperDraft 2011. Après quatre années où il s'impose rapidement en tant que titulaire, il décide de ne pas renouveler son contrat avec la franchise américaine et se met à la recherche d'autres options, signant finalement en février 2015 dans l'élite norvégienne avec le club du Viking FK.
Après un an et demi passé en Norvège et 38 matchs joués, il rejoint l'AGF Århus au Danemark en juillet 2016.